# Infiniti Q40
A Infiniti Q40 é um veículo sedã médio produzido pela Infiniti, sendo o sucessor do Infiniti Série G foi produzido juntamente com o infiniti Q50.